# Riwal Cycling Team
Das Riwal Cycling Team war ein dänisches Radsportteam mit Sitz in Gedsted.
Die Mannschaft wurde 2009 unter dem Namen Team Concordia-Vesthimmerland Procycling gegründet und nahm zunächst als Continental Team an den UCI Continental Circuits teil. Für die Saison 2019 und die Saison 2020 erhielt die Mannschaft erstmals eine Lizenz als Professional Continental Team. Zur Saison 2021 erhielt das Team wieder den Status als UCI Continental Team.
Seit 2013 fuhr das Team unter dem  Namen des niederländischen Arbeitsbühnenvermieters Riwal.
Manager war Mogens Kristensen, der von den Sportlichen Leitern Mathias Gade, René Jacobsen, Claus Juel Kromann, Steffen Juel Kromann, Allan Øllegaard, Thomas Oredsson und Christian Ranneries unterstützt wurde.
Zur Saison 2023 wurde die Mannschaft mit dem luxemburgischen Team Leopard Pro Cycling zu Leopard TOGT Pro Cycling fusioniert.

## Saison 2022
Mannschaft
| Teamkader 2022                          | Teamkader 2022     | Teamkader 2022 | Teamkader 2022                             |
| Name                                    | Geburtsdatum       | Land           | Vorheriges Team                            |
| --------------------------------------- | ------------------ | -------------- | ------------------------------------------ |
| Loïc Bettendorff                        | 28. April 2001     | Luxemburg      | Leopard Pro Cycling (2021)                 |
| Mathias Bregnhøj                        | 11. November 1995  | Dänemark       | BHS-PL Beton Bornholm (2021)               |
| Martijn Budding                         | 31. August 1995    | Niederlande    | BEAT Cycling (2021)                        |
| Jacob Eriksson                          | 1. Oktober 1999    | Schweden       | Team Coop (2021)                           |
| Lucas Eriksson                          | 10. April 1996     | Schweden       | Motala AIF CK (2018)                       |
| Christoffer Lisson                      | 28. November 1995  | Dänemark       | BHS-Almeborg Bornholm (2019)               |
| Morten Nørtoft                          | 5. September 2002  | Dänemark       | Herning CK Elite (2021)                    |
| Elmar Reinders (1. Jan.–21. Aug., Anm.) | 14. März 1992      | Niederlande    | Roompot-Charles (2019)                     |
| Alexander Salby                         | 4. Juni 1998       | Dänemark       | ColoQuick (2021)                           |
| Kasper Viberg Søgaard                   | 12. September 2001 | Dänemark       | CO:PLAY-Giant (2021)                       |
| Emil Vinjebo                            | 24. März 1994      | Dänemark       | Qhubeka NextHash (2021)                    |
| Søren Vosgerau                          | 16. März 2000      | Dänemark       | Team Sparekassen Vendsyssel Aalborg (2021) |
|                                         |                    |                |                                            |
| Quelle: ProCyclingStats                 |                    |                |                                            |

Anmerkung: Elmar Reinders, Teamwechsel

Erfolge
| Siege    | Siege                                             | Siege       | Siege  | Siege          | Siege |
| Datum    | Rennen                                            | Staat       | Klasse | Sieger         |       |
| -------- | ------------------------------------------------- | ----------- | ------ | -------------- | ----- |
| 6. Mär.  | Visit Friesland Elfsteden Race                    | Niederlande | 1.2    | Elmar Reinders |       |
| 19. Mär. | Olympia’s Tour, 3. Etappe                         | Niederlande | 2.2    | Elmar Reinders |       |
| 6. Apr.  | Circuit des Ardennes, 1. Etappe                   | Frankreich  | 2.2    | Elmar Reinders |       |
| 9. Apr.  | Circuit des Ardennes, Gesamtwertung               | Frankreich  | 2.2    | Lucas Eriksson |       |
| 16. Apr. | Arno Wallaard Memorial                            | Niederlande | 1.2    | Elmar Reinders |       |
| 29. Apr. | Tour de Bretagne Cycliste, 5. Etappe              | Frankreich  | 2.2    | Elmar Reinders |       |
| 26. Jun. | Schwedische Meisterschaften, Straßenrennen Männer | Schweden    | CN     | Lucas Eriksson |       |
| 1. Aug.  | Kreiz Breizh Elites, Gesamtwertung                | Frankreich  | 2.2    | Lucas Eriksson |       |

## Saison 2021
Erfolge in den UCI Continental Circuits
| Datum              | Rennen                                 | Kat. | Fahrer             |
| ------------------ | -------------------------------------- | ---- | ------------------ |
| 30. Juli 2. August | Gesamtwertung Kreiz Breizh Elites      | 2.2  | Nick van der Lijke |
| 29. August         | Rent Liv Lobet Skive                   | 1.2  | Elmar Reinders     |
| 18. September      | PWZ Zuidenveld Tour                    | 1.2  | Elmar Reinders     |
| 23. September      | 4. Etappe Le Tour de Bretagne Cycliste | 2.2  | Elmar Reinders     |
| 7. Oktober         | 1. Etappe Circuit des Ardennes         | 2.2  | Lucas Eriksson     |
| 7.–10. Oktober     | Gesamtwertung Circuit des Ardennes     | 2.2  | Lucas Eriksson     |

## Platzierungen in UCI-Ranglisten
UCI Africa Tour (bis 2018)
| Saison    | Mannschaftswertung | Fahrerwertung        |
| --------- | ------------------ | -------------------- |
| 2009-2011 | -                  | -                    |
| 2012      | 16.                | Lars Andersson (72.) |
| 2013-2018 | -                  | -                    |

UCI America Tour (bis 2018)
| Saison    | Mannschaftswertung | Fahrerwertung              |
| --------- | ------------------ | -------------------------- |
| 2009      | -                  | -                          |
| 2010      | 24.                | Sebastian Lander (200.)    |
| 2011      | 31.                | Lasse Norman Hansen (206.) |
| 2012-2018 | -                  | -                          |

UCI Asia Tour (bis 2018)
| Saison    | Mannschaftswertung | Fahrerwertung         |
| --------- | ------------------ | --------------------- |
| 2009      | 53.                | Philip Nielsen (268.) |
| 2010-2011 | -                  | -                     |
| 2012      | 64.                | Nikola Aistrup (274.) |
| 2013-2018 | -                  | -                     |

UCI Europe Tour (bis 2018)
| Saison | Mannschaftswertung | Fahrerwertung                  |
| ------ | ------------------ | ------------------------------ |
| 2009   | 85.                | Daniel Foder (372.)            |
| 2010   | 65.                | Philip Nielsen (202.)          |
| 2011   | 63.                | Rasmus Christian Quaade (255.) |
| 2012   | 87.                | Lars Andersson (373.)          |
| 2013   | 62.                | Martin Mortensen (102.)        |
| 2014   | 57.                | Jonas Aaen Jørgensen (209.)    |
| 2015   | 70.                | Nicolai Brøchner (134.)        |
| 2016   | 56.                | Nicolai Brøchner (331.)        |
| 2017   | 32.                | Nicolai Brøchner (136.)        |
| 2018   | 48.                | Andreas Stokbro (181.)         |

UCI Oceania Tour (bis 2018)
| Saison    | Mannschaftswertung | Fahrerwertung          |
| --------- | ------------------ | ---------------------- |
| 2009      | -                  | -                      |
| 2010      | 20.                | Sebastian Lander (46.) |
| 2011-2018 | -                  | -                      |

UCI World Ranking
| Saison | Mannschaftswertung | Fahrerwertung                  |
| ------ | ------------------ | ------------------------------ |
| 2019   | 33.                | Rasmus Christian Quaade (224.) |
| 2020   | 31.                | Andreas Kron (160.)            |
| 2021   | 45.                | Lucas Eriksson (259.)          |